# 취학전 교육

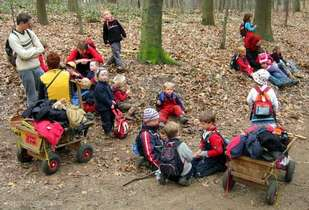
숲에서 활동

취학전 교육(就學前敎育)은 일반적으로 학교 교육에서 초등학교 교육 보다는 전 단계의 교육을 의미하는 단어이다. 유아 교육이라고도 불린다.

## 유아교육의 정의
유아(幼兒)를 대상으로 하는 교육을 말하며 영아교육 및 유 ·유아(乳幼兒)교육이 포함된다. 즉, 출생부터 초등학교 취학 전까지를 포함하는 것으로 정의할 수 있다.

## 프로그램
- 영아(嬰兒)프로그램
- 유아원 ·유치원 프로그램
- 초등학교 저학년 및 탁아(child care)프로그램

## 같이 보기
- 몬테소리 교육법
- 읽기
- 레지오에밀리아 접근법
- 발도르프 교육